# Mendi-mendiyan
Mendi-mendiyan (En lo profundo de la montaña) es una ópera con música de José María Usandizaga y libreto en español de José Power, traducido al vasco por José Artola. Fue estrenada en el Teatro Campos Elíseos de Bilbao el 21 de mayo de 1910.

## Historia
Tras el éxito del estreno en 1909 de Maitena de Charles Colin, la Sociedad Coral de Bilbao decide programar para el siguiente año una "Campaña de ópera vasca", para lo que encargan a tres compositores vascos (Jesús Guridi, Santos Inchausti y José María Usandizaga) la composición de una ópera vasca cada uno.
Usandizaga cuenta 22 años en ese momento, ha regresado unos años antes de París, donde había estudiado en la Schola Cantorum, y había compuesto diversas obras instrumentales, pero nunca una obra de la envergadura de una ópera. José Power le envía los versos desde Bilbao, que Usandizaga musica con rapidez desde San Sebastián, aunque no sin consultar a amigos suyos como el musicólogo Francisco Gascue o José María Agresta.
El estreno, que tuvo lugar en el Teatro Campos Elíseos de Bilbao el 21 de mayo de 1911, dirigiendo la orquesta el propio Usandizaga, fue un gran éxito, que se repite al año siguiente con su representación en San Sebastián, ciudad natal del compositor. En el Orfeón Donostiarra que cantó las funciones en San Sebastián cantaba un joven Pablo Sorozábal, que afirmaría con posterioridad que participar en aquellas funciones le hicieron decidirse a dedicarse a la música.
Originalmente, "Mendi-mendiyan" era una "Opéra-Comique" con partes cantadas en vasco y partes habladas en español, por lo que desde el estreno solicitan al compositor que la transforme en una ópera, enteramente cantada y con texto íntégro en euskera, cosa que Usandizaga realizará en 1912, si bien esta nueva versión no se estrena hasta 1920, 5 años después de la muerte del compositor. Ya en esta versión, Mendi-mendiyan se estrena en el Gran Teatro del Liceo de Barcelona en 1945 y en el Teatro de la Zarzuela de Madrid en 1976. Sin asentarse en el repertorio, consigue representarse cada cierto tiempo en Bilbao y San Sebastián a lo largo del siglo XX. En las estadísticas de Operabase aparecen tres representaciones en el período comprendido entre 2004 y 2019, correspondientes a las dos funciones bilbaínas y la función donostiarra de la producción de Calixto Bieito en 2019. La ópera se había representado también, en versión concierto, en 2015 en la Quincena Musical de San Sebastián.

## Personajes
| Personaje                        | Voz      | Intérpretes del estreno (dir.: José María Usandizaga) |
| -------------------------------- | -------- | ----------------------------------------------------- |
| Juan Cruz (viejo pastor)         | bajo     | Guillermo Ibáñez                                      |
| Andrea (su nieta)                | soprano  | María del Camino Béjar                                |
| Txiki (su hermano)               | soprano  | Cosme Duñabeitia (voz blanca)                         |
| Joshe Mari (prometido de Andrea) | Tenor    | Fernando Alonso                                       |
| Gaizto (enamorado de Andrea)     | barítono | Juan Molina                                           |
| Kaiku (viejo pastor)             | Bajo     | Anselmo Guinea                                        |
| habitantes del pueblo, pastores  |          |                                                       |

## Argumento
Acto I
Cabaña de Juan Cruz, en la montaña
Andrea y Txiki duermen bajo un castaño, cuando ella se despierta con una pesadilla: un lobo entró en el redil, pero su padre lo mata de un disparo. Txiki le pregunta por él, ya que no lo recuerda, y ambos lamentan su triste suerte por haberlo perdido. Txiki entra en la cabaña mientras Andrea le canta al sol para que ilumine la montaña. Sale entonces Juan Cruz, y Andrea y Txiki parten en busca de las ovejas. Juan Cruz, una vez sólo, le ruega a la virgen que le dé fuerzas para cuidar a sus dos nietos. Llega entonces su amigo Kaiku, alegre, y le cuenta que ha vendido sus rebaños a Gaizto a cambio de que éste le de alojamiento y comida, ya que él no tiene nietos que le cuiden. También le cuenta que Gaizto desea a Andrea; Juan Cruz rechaza la idea, ya que no puede imponerle algo así a su nieta. Llega entonces Andrea, contando que Joshe Mari ha encontrado huellas de lobo, y que Txiki se ha ido de caza con él. Juan Cruz se va en busca del lobo y deja a Andrea con Kaiku, quien le cuenta una historia de una pastora que se quedó esperando a su pastor. Al poco de marchar Kaiku, aparece Joshe Mari, que le cuenta a Andrea que va a buscar al lobo para matarlo. Llegan Kaiku y Gaizto, y Joshe Mari los observa escondido. Kaiku deja a Gaizto a solas con Andrea, y él se le declara, pero ella le rechaza. Él piensa que ella ama a Joshe Mari, y cuando la agarra, Joshe Mari sale de su escondite y los dos comienzan a pelear, mientras Andrea llama a gritos a su abuelo. Jose Cruz llega, los separa y expulsa a Gaizto, quien se marcha furioso. 
Acto II
Mismo escenario que en el primer acto
Llega Joshe Mari para ver el lugar en el que vive su amada Andrea (aria: "Alere! Zorioneko lekua") antes de marcharse. Juan Cruz ve a Andrea preocupada, pero ella le dice que no le pasa nada y él se retira a dormir para poder cuidar al rebaño esa noche. Ante la pregunta de Andrea, Txiki le cuenta que Joshe Mari y otros hombres han salido a cazar al lobo, pero Gaizto no se les unió. Llega entonces Joshe Mari, que ha seguido el rastro del lobo y lo ha llevado hasta allí, pero promete quedarse cerca para calmar a la aterrada Andrea. Anochece, y los dos hermanos vigilan de lejos al rebaño cuando ven al lobo acercarse. Txiki dispara, mientras en la lejanía se escucha otro disparo disparo, y llega Joshe Mari con un cadáver de lobo. Al contar Txiki que él también ha disparado, Kaiku inspecciona el rebaño, pensando que habría otro lobo, pero descubre un cuchillo, perteneciente a Gaizto, que ha matado a una oveja, y Joshe Mari parte en su busca. 
Acto III
Plaza de la aldea
El pueblo está de romería. Rezan en la ermita y luego bailan. Luego, una vez se quedan solos, Joshe Mari y Andrea se declaran su mutuo amor. Gaizto aparece entonces, regresando de cortar leña y furioso porque, tras el incidente con la oveja, todos lo han rechazado. Joshe Mari le cuenta que Andrea y él se aman, y entonces Gaizto, celoso, lo mata de un hachazo y luego huye. 
Epílogo
Mismo escenario que en el tercer acto
Andrea quiere morir en el mismo lugar en el que murió su amado. Juan Cruz y Txiki viene a buscarla para que les acompañe a cuidar a las ovejas, pero ella no quiere abandonar el lugar en el que su felicidad terminó.

## Discografía
- 2001. Dirección: Juanjo Mena. Tatiana Davidova (Andrea); Juan Lomba (Joshe Mari); Marta Urbieta (Txiki); Santos Ariño (Juan Cruz); José Antonio Carril (Kaiku); Alfonso Echeverría (Gaizto). NAXOS[11]